# Анджей Колоджей
А̀нджей Ро̀ман Коло̀джей (на полски: Andrzej Roman Kołodziej) е полски политически деец, подписал Августовските споразумения от Гданск през 1980 г., активист на „Солидарност“ и на „Бореща се Солидарност“.

## Биография
Анджей Колоджей е роден в Загуж на 18 ноември 1959 г. Той е третото дете на Тадеуш и Емилия Кручек; има осем сестри: две по-възрасти от него и шест по-млади. Прекарва детството си в родния си дом във Велополе. Бащата на Анджей е железопътен чиновник, а майка му работи в бърза помощ. Бащата на майка му – Михал Кручек, войник от Шести подхалянски стрелкови полк – участва в защитната кампания през септември 1939 г., след което воюва в Армия Крайова. В дома им постоянно се слушат радиостанции на полски език, предаващи новини от Запад.
През 1977 г. Анджей Колоджей завършва Професионално училище в Санок и на възраст 18 години заминава за Крайбрежието. През 1978 – 1980 г. е ученик в Техникума по корабостроене в Гданск. В периода 1977 – 1980 г. работи в Корабостроителница Гданск, а от август 1980 г. в корабостроителницата „Парижка комуна“ в Гдиня. През 1978 – 1980 г. е активист на Движението за защита на правата на човека и гражданина (пол. Ruch Obrony Praw Człowieka i Obywatela), както и на Свободните профсъюзи на крайбрежието, отпечатва „Роботник вибжежа“ и разпространява независима преса на територията на корабостроителницата; през 1979 г. подписва Хартата за правата на работника; през януари 1980 г. е уволнен от корабостроителницата.
На 15 август 1980 г., в първия работен ден в корабостроителница „Парижка комуна“ е съорганизатор на стачката и в същия ден става председател на Стачния комитет. Благодарение на неговата решителна позиция не се стига до прекратяване на стачката на Крайбрежието, макар Лех Валенса да настоява за бързо приключване на протестите. Подписва Августовските споразумения, а по-късно става заместник-председател на Междузаводския стачен комитет в корабостроителницата в Гданск; член на „Солидарност“ от септември 1980 г.; в периода 1980 – 1981 г. заместник-председател на Междузаводския комитет на основателите в Гданск, отговаря за изграждането на регионалните структури на профсъюза.
През юли 1981 г. на Регионалния конгрес на „Солидарност“ в Гдиня се противопоставя на това на Лех Валенса да бъдат дадени по-големи права и го обвинява публично, че е предал работниците през 1970 г. Заявява също, че не възнамерява да бъде химикалка в ръката на агента и се отказва от позицията на заместник-председател на Независим самоуправляем профсъюз „Солидарност“.
От януари 1981 г. по своя инициатива става организатор на преместването на независимите издателства в Чехословакия; през октомври 1981 г. е арестуван от чехословашките служби при нелегално преминаване на границата; през април 1982 г. е осъден от съда в Острава на година и девет месеца лишаване от свобода; излежава присъдата си в затворите в Прага и Литомержице; през юли 1983 г. е предаден на полските власти и освободен. През 1984 г. е един от основателите, заедно с Ева Кубашевич и Роман Зверцан, на „Бореща се Солидарност“ отдел Труймясто, член на изпълнителния комитет на „Бореща се Солидарност“ (БС), а през ноември 1987 г., след като Корнел Моравецки е арестуван, става председател на ВС; през януари 1988 г. е арестуван и чрез измама е убеден да напусне Полша и да замине да се лекува в Италия (заедно с Корнел Моравецки). През септември 1988 г. публикува в парижката „Култура“ статията „Съвместно управление или конспирация“ (пол. „Współrządzić czy konspirować“), в която оспорва необходимостта от разговори на Кръглата маса. През 1990 г. се връща в Полша.
В периода 1994 – 1998 г. е председател на кварталния съвет в родното си Велополе, след което се връща на Крайбрежието. През 2005 г. в Сопот създава почетен комитет в подкрепа на Лех Качински, кандидат за президент на Полша. В местните избори през 2010 г. като представител от листата на комитета на Войчех Шчурек „Самоуправление“ се кандидатира за член на Градския съвет в Гдиня. Понастоящем живее в Гдиня. От юли 2010 г. е председател на Фондация „Поморска историческа инициатива“.
През юни 2016 г. е кандидат на Гражданска платформа за член на Колегиума на Института за национална памет, подкрепен е от Сената, но кандидатурата му не получава необходимата подкрепа от съответната сенатска комисия. Скоро след това става член на основаната от Корнел Моравецки партия Свободни и солидарни.

## Почетни гражданства
- Почетен гражданин на град Гданск (2000)
- Почетен гражданин на град Загуж (2005)
- Почетен гражданин на град Гдиня (2014)

## Отличия и награди
На 29 април 1988 г., за жертвоготовната си дейност в името на полския въпрос, с указ на полския президент в изгнание Кажимеж Сабат е отличен с Кавалерски кръст на Ордена на Възраждане на Полша.
На 18 октомври 2001 г. е награден от министъра на културата и националното наследство с отличие Заслужил деец на културата.
През 2006 г., за изключителни заслуги в дейността за демократични промени в Полша и за постижения в професионалната и обществената дейност е отличен от президента Лех Качински с Командорски кръст на Ордена на Възраждане на Полша.
През май 2010 г. за дейността си в структурите на „Бореща се Солидарност“ получава Кръста на „Бореща се Солидарност“.
На 25 януари 2012 г. Градският съвет в Гдиня с Решение № XIV/299/12 от 25 януари 2012 г. му присъжда Медал „Еугениуш Квятковски“ за изключителни заслуги за града.
С указ на президента Анджей Дуда от 12 февруари 2016 г. е отличен с Кръста на Свобода и солидарност.